# Kingdom Hearts
Kingdom Hearts (キングダム ハーツ?, Kingudamu Hātsu) è una celebre serie di videogiochi action RPG sviluppati e pubblicati da Square Enix (originariamente da Square), diretta dall'autore e character designer Tetsuya Nomura.
Nata dalla collaborazione tra Square Enix e Disney Interactive Studios, Kingdom Hearts è un crossover tra Square Enix e Disney ambientato in un universo immaginario. La storia segue il protagonista, Sora, attraverso il suo viaggio e le sue esperienze con vari personaggi Square Enix, Disney e Pixar, scontrandosi nel corso della serie con le molteplici incarnazioni dell'antagonista principale, Xehanort. La lotta tra Luce e Oscurità è focalizzata sul cuore dei personaggi.
La serie è composta da tredici giochi disponibili per più piattaforme, e sono previsti nuovi titoli. La maggior parte dei giochi della serie ha riscosso successo commerciale ed è stata accolta positivamente, nonostante non sia stata esente da critiche. A giugno 2019, la serie ha venduto complessivamente oltre 32 milioni di copie in tutto il mondo, e il suo grande successo ha portato a una vasta gamma di prodotti di merchandising, tra cui giocattoli, statuette, un gioco di carte collezionabili, colonne sonore, light novel, manga e guide strategiche.

## Trama

### La Guerra dei Keyblade
Nella cosiddetta "era delle fiabe", il mondo era protetto dalla luce di Kingdom Hearts; in quel tempo, il Maestro dei Maestri scrisse un libro, il Libro delle profezie, contenente informazioni sugli eventi del futuro: donò a cinque dei suoi sei apprendisti, i "Veggenti" (Ava, Invi, Gula, Aced e Ira), una copia del Libro e li istruì per addestrare la nuova generazione di custodi del Keyblade mentre il sesto, Luxu, avrebbe controllato il corso degli eventi in segreto ricevendo il Keyblade del Maestro stesso, l'Innominata. Nacquero quindi cinque Unioni, gremite di giovanissimi custodi.
Quando viene scoperto nel Libro che viene citato un "traditore" tra loro, i rapporti tra i Veggenti iniziano a sgretolarsi finché, coinvolgendo anche le Unioni, non sfociano nella Guerra dei Keyblade, nella quale Kingdom Hearts viene perduto assieme alla chiave ancestrale che lo custodiva, il χ-blade. Tuttavia, seguendo gli ordini del suo maestro, Ava formò un gruppo di custodi, i Denti di leone, aventi lo scopo di evitare la Guerra e continuare a proteggere la Luce rifugiandosi temporaneamente in un mondo digitale.
Tra questi vi sono Ephemer, Skuld, Brain, Lauriam e Ventus, che vengono indicati come i nuovi capi. Brain studia il Libro scoprendo che il mondo è ancora destinato alla rovina, mentre Lauriam cerca sua sorella Strelitzia, assente nei dati di quel mondo, con l'aiuto di Elrena: i cinque finiscono per scontrarsi con Oscurità, ambigue entità malevole che cercano un modo di arrivare nel futuro, ma riescono ad imprigionarla nel mondo digitale (come aveva previsto il Maestro dei Maestri) ed a fuggire nel futuro tramite un'arca.

### La saga di Xehanort

#### Le origini di Xehanort

Aqua, Terra e Ventus in Birth by Sleep

Secoli dopo la Guerra del Keyblade, un giovane di nome Xehanort, grazie ad una versione futura di se stesso, riesce ad arrivare a Scala ad Caelum, iniziando ad allenarsi come custode del Keyblade assieme ad Eraqus. Molto tempo dopo, sia Eraqus che Xehanort divengono maestri del Keyblade: Eraqus viene scelto come successore di Odin; Xehanort invece riceve l'Innominata, ed inizia quindi a viaggiare liberamente per i mondi per ampliare le sue conoscenze sui misteri legati alla Guerra. Convinto che l'Oscurità e la Luce debbano essere in equilibrio, Xehanort decide quindi di ottenere per sé il potere di Kingdom Hearts per terminare la "tirannia della Luce", scontrandosi apertamente con Eraqus per questo.
Decenni dopo, Xehanort trova Ventus, prendendolo come allievo nel tentativo di utilizzarlo per creare il χ-blade ma, fallendo a stimolare l'oscurità di Ventus, la estrae con la forza dal suo cuore creando così un doppio: Vanitas. Xehanort si rassegna a lasciar morire Ventus, il cui cuore è stato danneggiato dal processo, ma questi mostra segni di ripresa quando si collega al cuore del neonato Sora: al fine di rafforzare la sua luce tenendolo separato da Vanitas, Xehanort porta Ventus alla Terra di partenza per essere addestrato da Eraqus, il quale accetta in nome della loro vecchia amicizia. Tempo dopo, Xehanort inizia a mettere in atto il suo piano quando viene invitato da Eraqus ad assistere all'esame dei suoi altri due allievi, Terra e Aqua.
Aqua passa l'esame e diviene Maestra ma Terra lascia trapelare l'oscurità latente in sé e viene rimandato: Xehanort quindi si avvicina a Terra e lo sprona a non aver paura dell'Oscurità, intanto Vanitas instilla dubbi in Ventus. Quando una nuova specie di creature oscure, i Nesciens, inizia ad assalire i mondi ed il maestro Xehanort scompare, Terra viene inviato da Eraqus per risolvere la situazione, inseguito però da Ventus; Aqua parte anch'essa al fine di recuperare Ventus e tenere d'occhio Terra. Le macchinazioni dell'anziano maestro conducono i tre eroi al Cimitero dei Keyblade. Mentre la battaglia tra Ventus e Vanitas culmina nella forgiatura di una copia imperfetta del χ-blade, Xehanort estrae il proprio cuore e possiede Terra; mentre Aqua viene aiutata da Topolino (non ancora re e Maestro) a sfiancare la fusione di Ventus e Vanitas, Ventus riesce a sconfiggere Vanitas in un combattimento nel loro cuore condiviso, distruggendo il χ-blade al costo del proprio cuore. Il cuore di Ventus troverà poi rifugio in Sora.
Al termine dello scontro, Aqua torna nella Terra di partenza e la trasforma nel Castello dell'Oblio, un palazzo labirintico nel quale tenere un catatonico Ventus al sicuro, dopodiché rintraccia il posseduto Terra e lo affronta nel tentativo di farlo tornare in sé: quando il cuore di Terra inizia a reagire, Xehanort prova a disfarsene usando il proprio Keyblade ma perde invece conoscenza ed inizia a sprofondare nelle tenebre; Aqua quindi decide di salvarlo, rimanendo però bloccata nel Regno dell'Oscurità al suo posto. Ormai privo di ricordi, Terra-Xehanort viene trovato e preso come apprendista da Ansem il Saggio, sovrano del Giardino radioso ed illustre scienziato.
Aqua si ritrova dunque a vagare incessantemente nel Regno dell'Oscurità, costretta ad affrontare di continuo gli Heartless. Per via delle distorsioni temporali tra i due mondi, trascorre lì circa dieci anni perseguitata da illusioni di se stessa e dei suoi amici. Verrà raggiunta proprio da Topolino, alla ricerca di un Keyblade oscuro speciale, necessario per sigillare il Kingdom Hearts creato da Ansem, studioso dell'Oscurità. Trovata finalmente la chiave, si ritrovano quindi al cospetto della porta per il Regno della Luce. Per difendere Topolino e permettergli di completare la loro missione, Aqua si sacrifica e rimane nel Regno dell'Oscurità.

#### Il viaggio di Sora
Dieci anni dopo, tre ragazzini residenti delle Isole del destino, Sora, Riku e Kairi vengono attaccati dagli Heartless. Riku e Kairi scompaiono misteriosamente ma, prima che gli Heartless consumino completamente l'arcipelago, Sora riesce a brandire misteriosamente il Keyblade. Nel frattempo, re Topolino ha abbandonato il suo mondo d'origine per affrontare il crescente numero di Heartless, lasciando istruzioni al suo mago di corte Paperino e al capitano della guardia reale Pippo di trovare la "chiave" in grado di proteggere i mondi dall'Oscurità incombente: i due incontrano Sora alla Città di mezzo, nella quale è stato catapultato dopo la distruzione del suo mondo. Il trio inizia così a viaggiare per diversi mondi, sigillando la serratura che conduce al loro cuore e fermando i piani di un gruppo di cattivi Disney guidati da Malefica.
Sora e i suoi amici alla fine arrivano alla Fortezza Oscura, quartier generale di Malefica. Sconfitta anche la fata malvagia, Sora trova finalmente il corpo esanime di Kairi e affronta Riku, ora posseduto da Ansem, studioso dell'Oscurità, misterioso figuro che aveva manipolato Malefica per ottenere il controllo di Kingdom Hearts e che rivela che il cuore di Kairi si trovi in realtà dentro Sora, lì dalla distruzione delle Isole del destino. Dopo aver sconfitto Riku-Ansem, Sora si impala con il Keyblade di questi: così perde il proprio cuore e diventa un Heartless ma libera quello di Kairi, la quale riprende coscienza e in seguito riporta Sora alla forma umana. Sora, Pippo e Paperino raggiungono quindi Ansem ai confini del Regno della Luce, sconfiggendolo e impedendogli quindi di accedere a Kingdom Hearts: la porta per il Regno dell'Oscurità. Per scongiurare la distruzione di altri mondi, Sora, con l'aiuto di Topolino e Riku, sigilla la porta, lasciando questi ultimi intrappolati dall'altro lato. I mondi distrutti vengono ricostituiti: Kairi viene trascinata sulle Isole del destino, mentre Sora, Paperino e Pippo si ritrovano su un sentiero tortuoso attraverso una pianura.
Cercando Riku e il Re, i tre si imbattono in un misterioso edificio: il Castello dell'Oblio, perdendo i loro ricordi nel momento in cui ne varcano la soglia. Nel Castello, Sora si scontra con i sedicenti membri di una misteriosa Organizzazione e apprende che i suoi ricordi sono stati manipolati da una ragazza di nome Naminé, prigioniera dell'Organizzazione, su ordine di Marluxia. Dopo la sconfitta di quest'ultimo, il gruppo libera Naminé, che, pentita delle proprie azioni, consente a Sora e ai suoi amici di entrare in delle capsule, così che possa ripristinare loro i ricordi rimuovendo però tutti quelli relativi al Castello dell'Oblio. Nel frattempo, Riku si ritrova nei sotterranei del Castello ed inizia a risalirlo con il supporto a distanza di Topolino. Nel suo viaggio, Riku affronta sia l'Organizzazione che le tenebre nel suo cuore, e in particolare ciò che è rimasto di Ansem infine accettando la sua natura a metà tra Luce ed Oscurità. Sconfitto Ansem, Riku si allea quindi con l'enigmatico DiZ per proteggere Naminé e Sora fino al risveglio dell'amico. In seguito, DiZ sposterà le capsule in cui il trio dorme in una villa a Crepuscopoli. Durante tutto ciò Roxas, il Nessuno di Sora, è entrato a far parte dell'Organizzazione XIII, diventando un componente fondamentale per gli scopi dell'Organizzazione in quanto custode del Keyblade. Qui Roxas stringe amicizia con Axel e in seguito con Xion, anche lei in grado di brandire un Keyblade.
Durante questo periodo Roxas passa la maggior parte del tempo ad accumulare cuori per l'Organizzazione, ma macchinazioni interne lo faranno confrontare con una realtà più grande di lui; Xion invece, sempre più in preda ad allucinazioni dei ricordi di Sora, scopre di essere una replica di Sora e decide di ricongiungersi con lui, venendo però riportata indietro da Axel e riprogrammata per trovare e assorbire Roxas, che intanto era fuggito: nello scontro che segue, Xion ha la peggio e con le ultime forze, chiede a Roxas di fermare Xemnas. Roxas, determinato ad esaudire il desiderio di Xion, si dirige al Mondo che non esiste ma viene intercettato da Riku, il quale alla fine cattura Nessuno grazie al potere dell'Oscurità, pur assumendo così le sembianze di Ansem. Roxas viene quindi rinchiuso in una Crepuscopoli virtuale con finti ricordi impiantatigli da DiZ affinché si riunisca a Sora permettendo a quest'ultimo di destarsi. Dopo un anno di sonno, Sora, Paperino e Pippo si ritrovano a Crepuscopoli e da lì ricominciano a cercare Riku ed il Re: da Yen Sid apprendono dell'esistenza dei Nessuno e dell'Organizzazione XIII, iniziando a viaggiare nuovamente per risolvere i problemi causati dalla risorta Malefica e dall'Organizzazione, che rapisce Kairi per attirare le attenzioni di Sora. Il trio inoltre viene informato da Topolino che l'uomo che si era presentato a loro come "Ansem" era l'Heartless di Xehanort, che anni prima esiliò Ansem il Saggio nel Regno dell'Oscurità usurpandone il nome, e che Xemnas è il Nessuno di Xehanort.
Sora, Paperino, Pippo e Topolino giungono finalmente al quartier generale dell'Organizzazione: il Mondo che non esiste, sormontato dal loro Kingdom Hearts artificiale. Sora riesce a sconfiggere i membri sopravvissuti dell'Organizzazione ed a riunirsi con Kairi e Riku, il quale gli racconta anche di Roxas. Intanto Topolino trova DiZ, che si rivela essere Ansem il Saggio: egli tenta con un macchinario di digitalizzare Kingdom Hearts, ma il processo non va a buon fine e l'esplosione del macchinario fa scomparire Ansem, oltre a restituire a Riku il suo aspetto. In cima al castello, Sora e i suoi amici affrontano Xemnas che usa il potere rimasto del suo Kingdom Hearts e separa Sora e Riku dagli altri, ma dopo una lunga battaglia viene comunque sconfitto: andando via, Riku e Sora si ritrovano inizialmente nel Regno dell'Oscurità, ma riescono a tornare alle Isole del destino grazie alla Porta per la Luce, inaspettatamente evocata dal legame tra Sora e Kairi.

#### La chiave che restituisce i cuori
Cessata la minaccia dei Nessuno, Topolino, Paperino, Pippo ed il Grillo Parlante ritornano al Castello Disney, dove quest'ultimo scopre una misteriosa frase nel suo diario (il Grillario) in cui ha trascritto il viaggio fatto con Sora. Per scoprirne l'origine, Topolino genera una copia digitale del Grillario ed un Sora virtuale per esplorare i mondi in esso contenuti per risolvere il mistero. Dopo varie peripezie, si scopre che l'autrice della frase è Naminé, la quale l'aveva inserita nel Grillario per informare Sora del fatto che solo lui sarebbe stato in grado di ricongiungere gli eroi del Keyblade dispersi grazie ai legami che condivide con essi. In seguito, Topolino apprende da Yen Sid che la distruzione di Ansem, studioso dell'Oscurità e Xemnas ha portato alla ricostituzione della persona originale: il maestro Xehanort. Yen Sid ordina quindi a Topolino di convocare da lui Sora e Riku per sottoporli all'Esame di maestria affinché siano pronti all'inevitabile scontro con Xehanort.
La prova a cui vengono sottoposti i due giovani consiste nel risvegliare sette mondi dormienti, mondi che non sono stati completamente liberati dall'Oscurità, individuandone la serratura e svegliarli dal loro sonno in cui aleggiano. I due eroi però vengono separati all'entrata nei mondi. Nel loro viaggio si imbattono più volte in un enigmatico giovane in soprabito nero accompagnato da Xemnas o Ansem, studioso dell'Oscurità. Sora e Riku concludono il loro compito ma vengono dirottati al Mondo che non esiste: Sora viene posto in un sonno profondo dal giovane, che rivela essere il giovane maestro Xehanort, proveniente dal passato; Riku, oltre a scoprire di aver viaggiato nei sogni di Sora ed essere diventato un Divorasogni, scopre che il maestro Xehanort vuole rendere Sora il tredicesimo "Xehanort" per completare la Vera Organizzazione XIII e creare il χ-blade. Sora viene recuperato grazie anche ad un tempestivo intervento di Lea (la persona originale di Axel, tornato umano), Paperino e Pippo, e risvegliato dal suo oscuro sonno da Riku, che viene pertanto nominato maestro del Keyblade, mentre Sora, avendo perso il proprio potere ed essendo quasi caduto nelle mani di Xehanort, fallisce nell'impresa.
Con la consapevolezza dei piani di Xehanort, Yen Sid invia Lea e Kairi ad allenarsi come custodi del Keyblade presso Merlino, mentre a Riku e Topolino ordina di andare a recuperare Aqua nel Regno dell'Oscurità, affinché possano poi salvare anche Terra e Ventus. Su suggerimento di Yen Sid, Sora, Paperino e Pippo iniziano il lungo viaggio per permettere a Sora di recuperare il potere del risveglio, incontrando gli altri recipienti del cuore del maestro Xehanort. Topolino e Riku, dopo una prima spedizione fallimentare, riescono a trovare Aqua, la quale ha tuttavia ceduto all'Oscurità e li attacca mettendoli alle strette; i due Maestri vengono salvati in extremis da Sora, che riesce con il suo intervento a salvare Aqua. Dopo essersi ripresa, Aqua e Sora partono per il Castello dell'Oblio (il quale viene ritrasformato nella Terra di partenza) per risvegliare Ventus, destandolo grazie al ritrovato potere del risveglio di Sora. I sette guardiani della Luce sono quindi pronti per affrontare Xehanort.
Giunti al Cimitero dei Keyblade, i guardiani, dopo un'iniziale sconfitta, combattono contro le tredici oscurità, salvando nel processo anche Terra, Roxas e Xion, Il maestro Xehanort, rimasto solo, usa Kairi per creare il χ-blade, attingendo così al potere di Kingdom Hearts. Usando il potere del maestro contro di lui, Sora lo trasporta a Scala ad Caelum, luogo della sua giovinezza, dove assieme a Pippo e Paperino lo affronta e sconfigge definitivamente. Sora quindi usa il χ-blade per sigillare Kingdom Hearts, ristabilendo l'equilibrio. Tornati, Sora parte al salvataggio di Kairi nonostante abbia compreso che dovrà sacrificarsi per ritrovarla: Sora quindi rivive gli scontri del Cimitero dei Keyblade e la salva, scomparendo davanti a lei una volta tornati alle Isole del destino. In seguito, Xigbar rivela di essere in realtà Luxu e richiama a sé i Veggenti Ira, Invi, Aced e Gula, seguendo le istruzioni del Maestro dei Maestri.
Nell'anno seguente alla scomparsa di Sora, tutti i suoi amici hanno iniziato a cercarlo; tuttavia ogni tentativo fatto ha portato ad un vicolo cieco. Nel Mondo finale, Sora incontra e combatte contro un enigmatico ragazzo chiamato Yozora, il quale afferma di essere stato incaricato di "salvarlo": Yozora viene sconfitto e ritorna al proprio mondo, lasciando Sora smarrito dal loro incontro.

### La saga del Maestro perduto[4]

#### In cerca di Sora
Nel tentativo di ritrovare Sora, Kairi è entrata in un sonno profondo monitorata da Ansem il Saggio, al fine di cercare indizi nel suo cuore. Alla fine del sogno, Kairi incontra l'illusione di Xehanort, che le ricorda di quando, da piccola, le menzionò un mondo "dall'altra parte": Kairi riferisce quanto appreso ad Ansem, e ritiene che Xehanort possa fare riferimento a un mondo "immaginario", non facente parte della loro realtà. La Fata madrina, grazie alle informazioni raccolte da Riku e Kairi, accompagna i due al Mondo finale, dove incontrano lo spirito di una ragazza che rivela di provenire da una realtà differente e li indirizza verso Quadratum, permettendo a Riku di aprire un portale per essa e iniziare la ricerca di Sora. Kairi, tornata da Yen Sid per informarlo, decide di ultimare il suo addestramento con Aqua.

### Cronologia degli eventi principali
Cronologia degli eventi di Kingdom Hearts e legenda:
- A: Come predetto dal Maestro dei Maestri, avviene la Guerra dei Keyblade e il mondo cade nelle tenebre. La luce nei cuori dei bambini rianima i mondi e i Denti di leone si prodigano a proteggere quella Luce.
- B: Trascorrono 1000 anni dagli eventi di Kingdom Hearts χ e dalla Guerra dei Keyblade.
- C: Alla fine di Birth by Sleep, Ventus ha perso il suo cuore (rifugiatosi poi nel giovane Sora) e riposa in una stanza segreta del Castello dell'Oblio, Terra è diventato il nuovo Xehanort ma ha perso la memoria in seguito a uno scontro con Aqua, e quest'ultima è rimasta intrappolata nel Regno dell'Oscurità. - Inizio Episodio segreto di Birth by Sleep.
- D: Passano dieci anni tra gli eventi di Birth by Sleep e quelli di Kingdom Hearts. Poiché nel Regno dell'Oscurità il tempo non esiste, Aqua non si accorge del passaggio di questo periodo di tempo.
- E: Aqua si ritrova al Castello dei sogni, sprofondato nel Regno dell'Oscurità, e inizia a cercare una via d'uscita - inizio eventi di Kingdom Hearts 0.2 Birth by Sleep.
- F: Sora si sacrifica per risvegliare le sei Principesse del cuore e ridare a Kairi il suo cuore, diventando un Heartless e generando il suo Nessuno: Roxas, che viene in seguito reclutato da Xemnas nell’Organizzazione XIII.
- G: Aqua incontra Topolino e va a chiudere con lui la porta che collega i regni della Luce e dell'Oscurità, ma i due vengono separati e Aqua rimane sperduta nel Regno dell'Oscurità. Dopo aver chiuso la porta, Sora, Paperino e Pippo si addentrano nel Castello dell'Oblio. Riku si ritrova nei sotterranei del Castello, imparando come riconoscere e controllare l'Oscurità mentre lo risale a sua volta.
- H: Xion, replica di Roxas creata dai ricordi di Sora, si unisce ai ranghi dell'Organizzazione.
- I: Naminé inizia a ripristinare i ricordi di Sora, facendolo addormentare; a seguito di ciò, Roxas cade in coma, e al suo risveglio possiede frammenti dei ricordi di Sora. Riku riesce a sua volta a risalire le segrete del Castello e si allea con DiZ per imparare a controllare meglio i suoi poteri, inoltre aiutando e proteggendo Naminé assieme a re Topolino.
- J: Roxas viene intercettato da Riku, sconfitto e portato nella Crepuscopoli virtuale.
- K: Dopo una settimana nella Crepuscopoli virtuale, Roxas si riunisce a Sora per permettergli di svegliarsi.
- L: Sora, Kairi e Riku sono tornati alle Isole del destino dopo la disfatta di Xemnas. Il Grillo scopre una misteriosa frase sul Grillario - inizio eventi di Kingdom Hearts Coded.
- M: Sora, Kairi e Riku ricevono una lettera da re Topolino, che li informa di ciò che ha scoperto nel Grillario digitale e convoca Sora e Riku da Yen Sid per essere sottoposti all'esame del Simbolo di maestria. - epilogo di Kingdom Hearts II.
- N: Dopo aver scoperto i piani di Xehanort e aver salvato Sora, l'esame si conclude e Riku viene nominato Maestro. Sora riparte da solo per allenarsi e passare anch'egli l'esame.
- O: Riku porta Kairi alla Torre su richiesta di Yen Sid, dopodiché Topolino racconta di come incontrò Aqua nel Regno dell'Oscurità - prologo di Kingdom Hearts 0.2 Birth by Sleep.
- P: Finito il racconto, Riku e Topolino partono per salvare Aqua mentre Kairi va ad allenarsi assieme a Lea da Merlino. Più tardi, Sora torna alla Torre misteriosa e viene mandato da Yen Sid in viaggio per recuperare il potere che ha perduto. - epilogo di Kingdom Hearts 0.2 Birth by Sleep.
- Q: Dopo che Sora acquisisce il potere del risveglio, Aqua e Ven vengono salvati, e Kairi e Lea terminano il loro allenamento, le sette luci si riuniscono per lo scontro con Xehanort.
- R: Dopo che il maestro Xehanort riesce a forgiare il χ-blade, viene affrontato e sconfitto da Sora, il quale poi sigilla il Kingdom Hearts. In seguito, Braig si rivela essere Luxu e prosegue col piano del Maestro dei Maestri. - epilogo di Kingdom Hearts III.
Sora parte alla ricerca di Kairi, ritrovandola e tornando con lei alle Isole del destino; tuttavia il ragazzo si dissolve per aver abusato del potere del risveglio.
- S: Passa un anno dalla scomparsa di Sora, cercato dai guardiani della luce senza risultati. Al Mondo finale, il ragazzo affronta e sconfigge il misterioso Yozora, che lo lascia con una frase enigmatica. - epilogo di Kingdom Hearts III Re Mind
- T: Grazie all'aiuto di Kairi e della Fata madrina, Riku riesce ad aprire un portale per il mondo in cui si potrebbe trovare Sora. Kairi fa ritorno per ultimare il suo allenamento.

## Significato del titolo

Il simbolo di Kingdom Hearts

Il titolo (letteralmente "Cuori del regno") si riferisce al mondo centrale nella trama ossia Kingdom Hearts, bramato dagli antagonisti principali dei vari capitoli (dal maestro Xehanort e quindi da Ansem, studioso dell'Oscurità e Xemnas) in quanto fonte infinita di potere e saggezza. Viene pensata da Ansem come Oscurità, mentre Sora afferma che è Luce. Nei vari giochi si scopre però che il vero Kingdom Hearts è scomparso nell'Oscurità circa un millennio prima degli eventi del primo gioco, e che ne esistono altri creati artificialmente (come quello di Xemnas).
In Kingdom Hearts III, il maestro Xehanort rivela che Kingdom Hearts, oltre che la fonte di Luce originale dei mondi, ha anche il tremendo potere di distruggere e ricreare da zero l'universo, facendolo sprofondare inizialmente nelle tenebre ma ricostituendolo in seguito con la luce e "purificando" quindi dall'Oscurità qualsiasi cosa.

## Modalità di gioco
I giochi che compongono la serie sono action RPG. La storia viene raccontata principalmente tramite scene animate di intermezzo, anche se spesso ci sono sequenze in cui i personaggi parlano mediante fumetti. Esistono inoltre numerose missioni secondarie e minigiochi che permettono principalmente di sbloccare i finali segreti dei capitoli. Nella maggior parte dei giochi, il giocatore controlla Sora, solitamente accompagnato da Paperino e Pippo, che sono personaggi non giocanti controllati dall'intelligenza artificiale ed aiutano Sora in battaglia. Nel primo e nel terzo gioco, il loro comportamento può essere modificato per adattarsi a diversi obiettivi di combattimento. Quasi tutti i giochi hanno combattimenti in tempo reale che incorporano attacchi fisici, magie ed evocazioni, sebbene ciò venga gestito in maniera diversa in ogni gioco. Il gioco consente anche di utilizzare oggetti sul campo di battaglia per curare se stessi o i propri membri del gruppo.
Caratteristica presa da giochi quali Final Fantasy è la gestione dei personaggi: questi, sconfiggendo i nemici, ottenengono punti esperienza, grazie ai quali salgono di livello ottenendo via via nuove abilità. I personaggi in genere attaccano i nemici con un'arma oppure usando varie magie, che richiamano quelle presenti in Final Fantasy e talvolta con alcune aggiunte o modifiche.
I personaggi della squadra possono essere personalizzati negli oggetti equipaggiati (l'arma e gli oggetti difensivi, offensivi e di supporto), nelle abilità e nel modo di combattere: tali oggetti possono essere ottenuti in diversi modi, ad esempio dai forzieri sparsi per le ambientazioni, dai personaggi amici o dai nemici, oppure dai negozi gestiti dai Moguri, piccole creature tratte anch'esse dai Final Fantasy, usando la valuta del gioco detta munny (storpiatura di money, "denaro"). In particolare, in alcuni negozi è anche possibile consegnare oggetti per fonderli e crearne altri, tra cui armi più potenti.
Altri elementi ricorrenti nella saga sono i mezzi di trasporto tra i mondi (mediante la Gummiship e gli Alianti Keyblade) e le banche dati (il Grillario e i diari).

## L'universo diKingdom Hearts

### Mondi e personaggi
La serie è ambientata in un macrocosmo composto da numerosi mondi, originali o ispirati ai/tratti dai film Disney d'animazione (solitamente legati alle Principesse Disney) e dal vivo (come Tron e Pirati dei Caraibi). In caso dei mondi Disney, questi sono abitati dai personaggi dell'universo da cui sono tratti mentre quelli originali sono popolati da personaggi inediti o tratti da Final Fantasy ed in alcuni casi da altre proprietà Square Enix (come The World Ends with You); tuttavia in alcuni casi, i personaggi non sono legati ad un mondo inerente al loro universo d'origine per motivi di contestualizzazione o di trama: un esempio è Paperone, che appare spesso nei mondi originali poiché costantemente in cerca di affari, la Bestia in Kingdom Hearts, che si trova alla Fortezza Oscura alla ricerca di Belle, o Auron in Kingdom Hearts II che appare come alleato di Sora al Monte Olimpo.

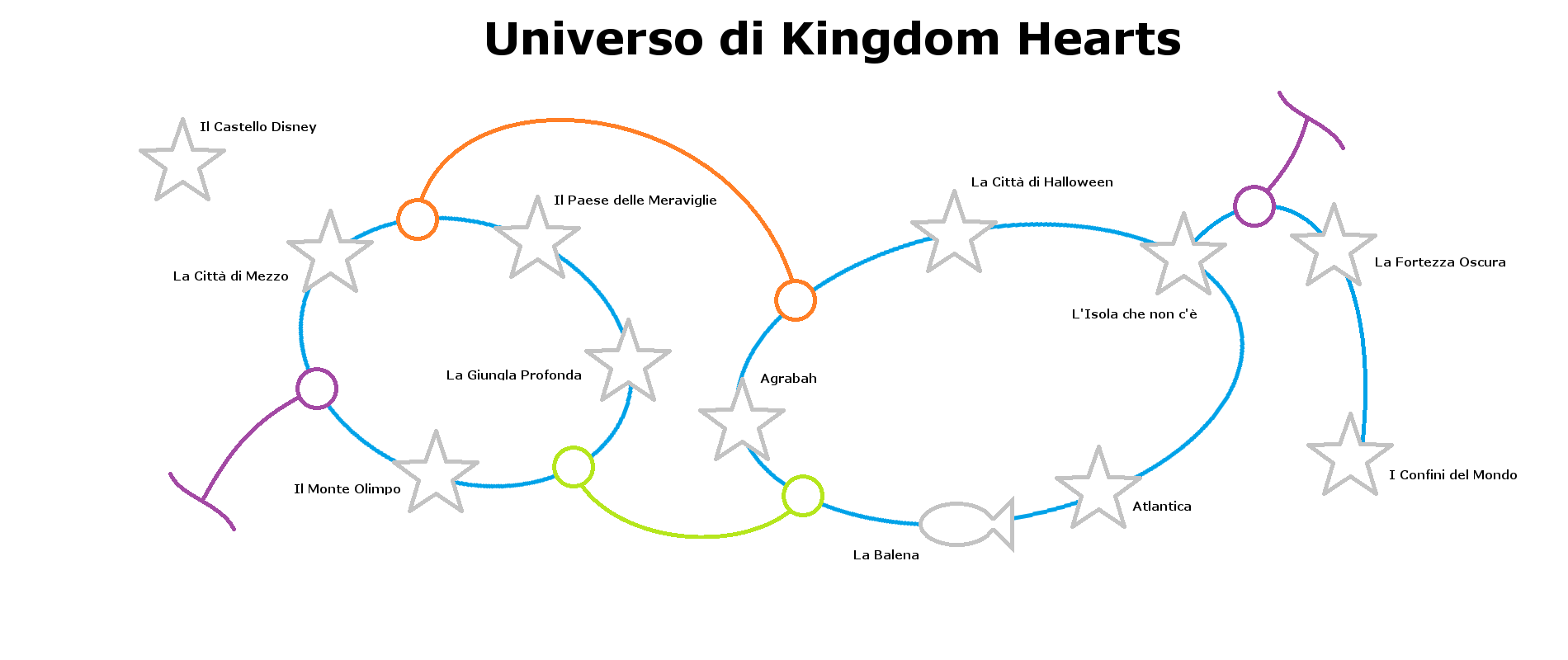
Mappa dei mondi di Kingdom Hearts
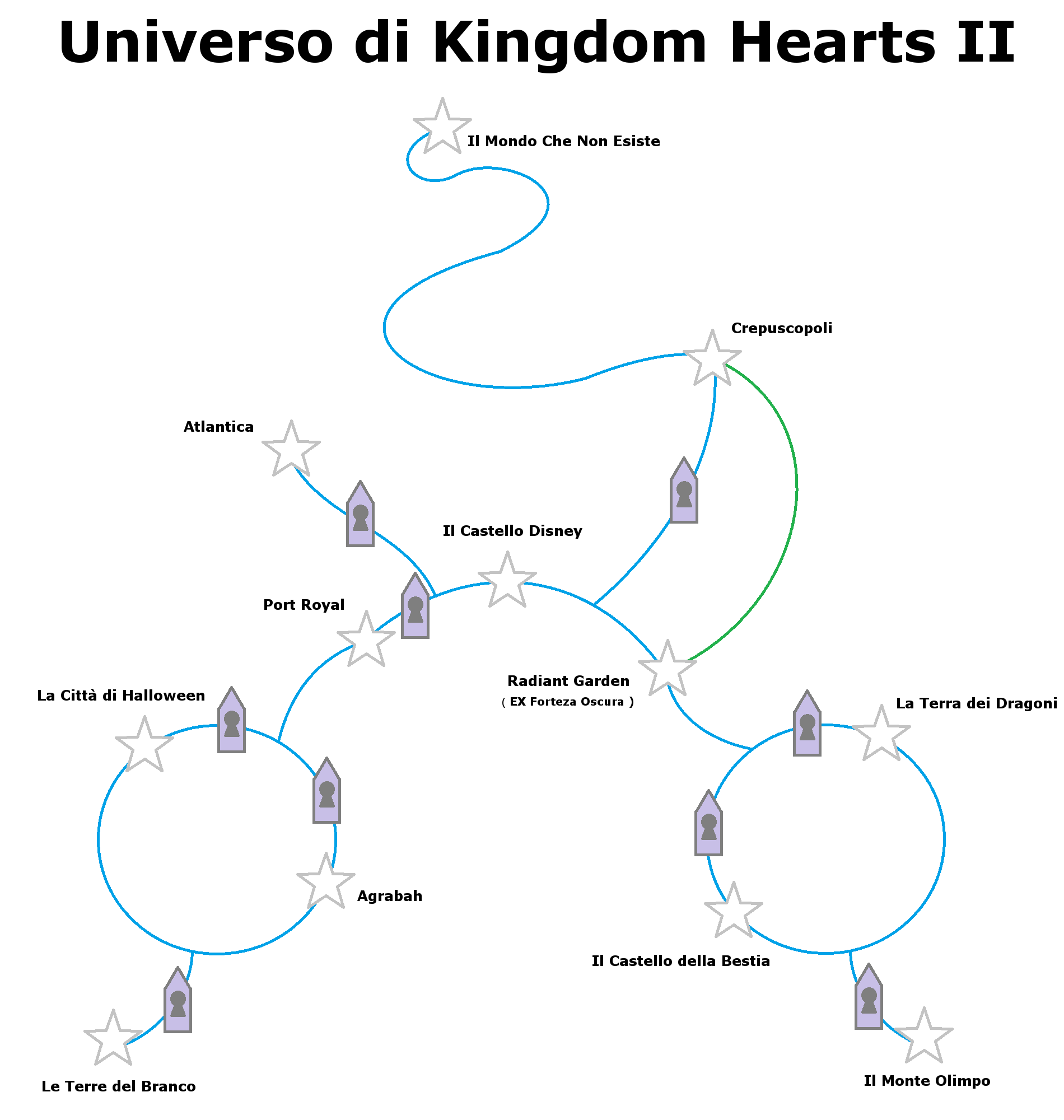
Mappa dei mondi di Kingdom Hearts II
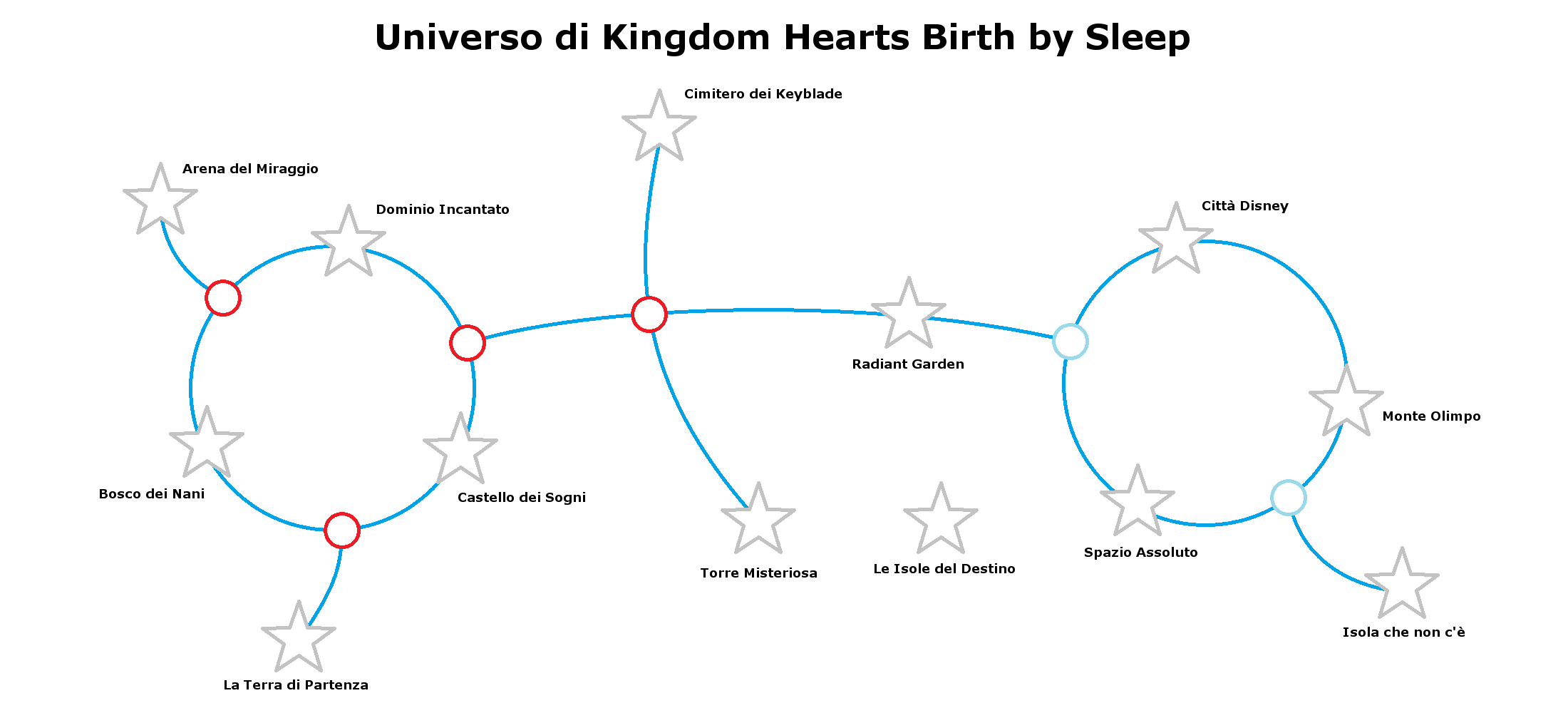
Mappa dei mondi di Kingdom Hearts Birth by Sleep

## Musiche
La musica per la serie è stata composta principalmente da Yōko Shimomura. Kaoru Wada ha arrangiato la musica orchestrale, comprese le interpretazioni orchestrali dei temi vocali principali e dei temi finali. La musica orchestrale è stata eseguita dall'orchestra New Japan Philharmonic e dalla Tokyo Philharmonic Orchestra. Le colonne sonore sono state pubblicate per la prima e la terza puntata dopo l'uscita dei rispettivi giochi. Successivamente è stata distribuita una colonna sonora della compilation che includeva le colonne sonore dell'intera serie, comprese le tracce rielaborate per Kingdom Hearts Re:Chain of Memories.
Alcuni dei mondi basati sulla Disney presentano un tema tratto direttamente dalla colonna sonora degli stessi film, ma per la maggior parte di essi è stata composta una colonna sonora interamente originale che accompagna il giocatore durante l'esplorazione del mondo; ogni mondo ha inoltre un tema di battaglia, che viene riprodotto durante i combattimenti contro i nemici. Anche molti dei personaggi e degli antagonisti principali hanno un tema così come le battaglie contro questi ultimi, che ne hanno diversi riprodotti nelle varie fasi dei combattimenti. I combattimenti con Sephiroth presentano una versione modificata di "One-Winged Angel" di Nobuo Uematsu da Final Fantasy VII.
Le sigle di apertura per i giochi di Kingdom Hearts sono state scritte ed eseguite dalla pop star giapponese, Hikaru Utada. I tre temi principali sono "Hikari" da Kingdom Hearts", Passion" da Kingdom Hearts II e "Face My Fears" da Kingdom Hearts III. Le prime due sigle hanno una versione inglese per il mercato internazionale chiamate rispettivamente "Simple and Clean" e "Sanctuary", mentre "Face My Fears" è stata composta e prodotta in collaborazione col DJ Skrillex. Kingdom Hearts III inoltre presenta una seconda canzone: "Chikai", sempre composta da Hikaru Utada ed usata come sigla di chiusura del gioco; la versione inglese per il mercato internazionale della canzone è chiamata "Don't Think Twice". Utada era l'unica cantante che Tetsuya Nomura aveva in mente per la prima sigla di Kingdom Hearts e ciò ha segnato il debutto di Utada nel mondo videoludico. Entrambe le prime due sigle hanno raggiunto una notevole popolarità: nelle classifiche settimanali Oricon, "Hikari" ha raggiunto il numero 1 nel 2002 e "Passion" ha raggiunto il numero 4 nel 2005.
La colonna sonora è stata pubblicata nel corso degli anni nelle seguenti edizioni:
- Kingdom Hearts Original Soundtrack (2002)
- Kingdom Hearts Final Mix - Additional Tracks (2002)
- Kingdom Hearts II Original Soundtrack (2006)
- Kingdom Hearts Original Soundtrack Complete (2007)
- Piano Collections Kingdom Hearts (2009)[25][26]
- Piano Collections Kingdom Hearts Field & Battle (2010)[27][28]
- Kingdom Hearts Birth by Sleep & 358/2 Days Original Soundtrack (2011)[29]
- Kingdom Hearts: Dream Drop Distance Original Soundtrack (2012)[30]
- Kingdom Hearts 10th Anniversary Fan Selection -Melodies & Memories- (2012)[31]
- Kingdom Hearts HD 1.5 Remix Original Soundtrack (2014)[32]
- Kingdom Hearts HD 2.5 Remix Original Soundtrack (2014)[33]
- Kingdom Hearts Tribute Album (2015)[34]
- Kingdom Hearts Orchestra -World Tour- Album (2017)[35][36]
- Kingdom Hearts Concert -First Breath- Album (2017)[37][38][39]
- Kingdom Hearts Orchestra -World of Tres- Album (2019)[40]
- Kingdom Hearts - III, II.8, Unchained χ & Union χ [Cross] - Original Soundtrack (2020)[41]

## Doppiaggio
I giochi della serie Kingdom Hearts presentano voci note per le versioni giapponese, inglese e francese. La versione giapponese presenta Miyu Irino nel ruolo di Sora, Risa Uchida per Kairi e Mamoru Miyano per Riku. Kingdom Hearts II introduce di Kōki Uchiyama come Roxas, Iku Nakahara come Naminé e Genzō Wakayama per DiZ. Tra i più famosi seiyū della versione giapponese ci sono Kōichi Yamadera, Hideo Ishikawa, Māya Sakamoto, Takahiro Sakurai, Akio Ōtsuka, Takashi Aoyagi, Yū Shimaka e Shinichiro Miki.
La versione inglese presenta anche celebrità nel doppiaggio, inclusa la maggior parte delle solite voci dei personaggi Disney. Wayne Allwine, a cui è succeduto Bret Iwan dopo la morte, Tony Anselmo e Bill Farmer interpretano rispettivamente i ruoli di Topolino, Paperino e Pippo. Haley Joel Osment presta la sua voce a Sora, David Gallagher dà la voce al personaggio di Riku e Hayden Panettiere interpreta Kairi. Kingdom Hearts II segna il ritorno delle voci dei personaggi principali e consente l'introduzione di Jesse McCartney nei panni di Roxas, Brittany Snow per Naminé e Christopher Lee nei panni di DiZ. La lunga lista di attori nella versione inglese comprende anche, ad esempio, Mandy Moore, David Boreanaz, James Woods, Jason Dohring, Dan Castellaneta, Willa Holland, Leonard Nimoy e Mark Hamill.
La versione francese utilizza attori famosi nel doppiaggio e le solite voci dei personaggi Disney. Così Donald Reignoux è Sora, Mathias Kozlowski è Riku e Kelly Marot, che aveva già doppiato Hayden Panettiere più volte, interpreta il ruolo di Kairi. Sylvain Caruso, Gérard Rinaldi e Laurent Pasquier, gli interpreti di Paperino, Pippo e Topolino, prestano ancora una volta la loro voce a questi tre personaggi. In Kingdom Hearts II, Roxas è interpretato da Hervé Rey, che è anche la recente voce francese di Peter Pan, mentre Naminé è doppiato da Camille Donda. Fanno parte del cast anche altri grandi nomi del doppiaggio francese come Emmanuel Garijo, Roger Carel, Richard Darbois, Éric Métayer, Olivier Constantin, Bernard Tiphaine, Patrick Préjean, Emmanuel Curtil, Bruno Choel, Bernard Alane o anche Féodor Atkine.

## La serie
- Kingdom Hearts è il primo gioco della serie, uscito in Giappone il 28 marzo 2002 per PlayStation 2,[45][46] che ha visto Tetsuya Nomura, per la prima volta nel ruolo di direttore. Kingdom Hearts ha introdotto i personaggi principali della serie e le tematiche che l'avrebbero contraddistinta. Le versioni nordamericana ed europea, pubblicate rispettivamente il 17 settembre ed il 15 settembre 2002,[45][46] presentavano contenuti aggiuntivi non presenti nella versione originale giapponese. Il gioco è stato successivamente ripubblicato in Giappone come Kingdom Hearts Final Mix il 26 dicembre 2002.[45][46], che include oltre ai contenuti della versione internazionale, ulteriori inediti[47]
- Kingdom Hearts: Chain of Memories è un sequel diretto del primo gioco. È stato pubblicato per Game Boy Advance in Giappone l'11 novembre 2004.[48][49] Il gioco funge da ponte tra i due titoli per PlayStation 2, introducendo e anticipando elementi di trama che sarebbero stati caratteristici del gioco successivo.[50]  Il sistema di gioco si discosta dal precedente titolo, utilizzando un sistema di mazzi di carte coi quali compiere le azioni in battaglia mentre il giocatore si muove nell'arena in tempo reale. Successivamente è stato rifatto per PlayStation 2 col nome di Kingdom Hearts Re:Chain of Memories, sostituendo la grafica poligonale agli sprite usati nell'originale. Il remake è uscito in Giappone il 27 marzo 2007 nella raccolta Kingdom Hearts II Final Mix+ (comprendente anche il rifacimento di Kingdom Hearts II) e in Nord America come titolo autonomo il 2 dicembre 2008.[51][52]
- Kingdom Hearts II ha luogo un anno dopo gli eventi di Chain of Memories. È stato pubblicato per PlayStation 2 in Giappone il 22 dicembre 2005, in Nord America il 28 marzo 2006 ed in Europa il 29 settembre seguente[53][54]. Il gioco approfondisce ulteriormente il concetto di "cuore" coinvolgendo un nuovo gruppo di nemici, i Nessuno, i resti di coloro che diventano Heartless. Il gameplay è simile a quello del primo gioco, ma è stato ulteriormente migliorato ed orientato all'azione. Così come Kingdom Hearts, anche le versioni internazionali di Kingdom Hearts II hanno contenuti extra rispetto all'originale giapponese. Il gioco è stato in seguito riedito in Giappone come Kingdom Hearts II Final Mix, con ulteriore materiale aggiuntivo. Come detto, Kingdom Hearts II Final Mix è uscito nella raccolta Kingdom Hearts II Final Mix+ assieme a Re:Chain of Memories il 29 marzo 2007.[55]
- Kingdom Hearts Coded è un gioco per cellulare a episodi collocato temporalmente tra la sconfitta di Xemnas e l'epilogo di Kingdom Hearts II.. Pubblicato solo in Giappone, l'episodio anteprima è stato pubblicato il 18 novembre 2008 ed i primi otto episodi tra il 3 giugno 2009 e il 28 gennaio 2010.[56] Il gioco è stato riedito per Nintendo DS come Kingdom Hearts Re:Coded e presenta un gameplay aggiornato contenente elementi rivisti in seguito in due titoli successivi della serie, 358/2 Days e Birth by Sleep. Re:Coded è stato pubblicato a livello internazionale: 7 ottobre 2010 in Giappone;[57] 11 gennaio 2011 in Nord America[58] e il 14 gennaio 2011 in Europa.[59]
- Kingdom Hearts 358/2 Days è stato pubblicato per Nintendo DS in Giappone il 30 maggio 2009, in Nord America il 29 settembre 2009 ed in Europa il 9 ottobre seguente. Si colloca tra Kingdom Hearts e Kingdom Hearts II, e racconta del tempo passato da Roxas nell'Organizzazione XIII. È il primo gioco della serie a presentare una modalità multigiocatore cooperativa oltre all'uso tradizionale di partner controllati dalla CPU.[60][61] Il gioco è strutturato attraverso missioni con obiettivi opzionali che producono ricompense aggiuntive. Il gioco ha anche un sistema di pannelli unico che regola il miglioramento del personaggio, le abilità speciali e le armi equipaggiate.
- Kingdom Hearts Birth by Sleep è un prequel della serie, uscito per PlayStation Portable in Giappone il 9 gennaio 2010, in Nord America il 7 settembre 2010 e in Europa il 10 settembre 2010, con le versioni nordamericana ed europea con contenuti aggiuntivi.[62] Il gioco è ambientato dieci anni prima degli eventi del primo Kingdom Hearts e ha per protagonisti Terra, Aqua e Ventus.[63] Consiste di quattro scenari, tre dei quali si concentrano sui tre protagonisti del gioco, Terra, Ventus e Aqua. Il gioco è stato ripubblicato in Giappone con il titolo Kingdom Hearts Birth by Sleep Final Mix il 20 gennaio 2011, con i contenuti delle versioni internazionali più nuovi contenuti, quali un quinto scenario aggiuntivo.
- Kingdom Hearts 3D: Dream Drop Distance è stato pubblicato per Nintendo 3DS il 29 marzo 2012 in Giappone, il 20 luglio in Europa ed il 31 luglio in Nord America. Il gioco si concentra sull'Esame di maestria di Sora e Riku sottoposto loro da Yen Sid in previsione del ritorno di Xehanort e dei conseguenti scontri con gli antagonisti affrontati in passato.[64] Oltre ai sistemi simili ereditati da Birth by Sleep, questo gioco introduce i "Divorasogni", creature che fungono sia da nemici che da alleati. I giocatori possono collezionare e dare vita a Divorasogni, in grado di combattere al loro fianco e di rafforzarsi durante il gioco.
- Kingdom Hearts χ è stato un browser game annunciato al Tokyo Game Show 2012 ambientato nell'era delle fiabe, in cui si mostrano gli eventi che hanno portato alla Guerra dei Keyblade. Era precedentemente noto come Kingdom Hearts for PC Browsers[65] ed stato giocabile in Giappone dal 18 luglio 2013 al 1º settembre 2016[66]. Presenta modelli 2D in stile cartone animato ed è il prequel dell'intera serie.
  - Kingdom Hearts Unchained χ è il porting internazionale di Kingdom Hearts χ, pubblicato per dispositivi Android e iOS al quale in seguito sono stati introdotti contenuti inediti e variazioni alla trama rispetto all'originale.[67] Unchained χ è uscito in Giappone il 3 settembre 2015,[68] in Nord America il 7 aprile 2016[69] e in Europa il 16 giugno 2016.[70] Successivamente, nell'aprile 2017, è stato rinominato Kingdom Hearts Union χ.[71] A gennaio 2019, il gioco è stato reso disponibile anche su Amazon Appstore per dispositivi Amazon.[72] L'app in seguito è stata rinominata Kingdom Hearts Union χ Dark Road con la pubblicazione di Kingdom Hearts Dark Road, dato che i due giochi condividono la stessa piattaforma per essere avviati.[73]
  - Kingdom Hearts Dark Road è un gioco per cellulare accessibile all'interno di Kingdom Hearts Union χ Dark Road,[73] uscito in tutto il mondo il 22 giugno 2020.[74] Il titolo racconta le origini di Xehanort e di come sia passato all'oscurità[75] ed è stato sviluppato dallo stesso team che lavora su Union χ.[76]
- Kingdom Hearts III è il capitolo conclusivo della "saga di Xehanort"[77], annunciato il 10 giugno 2013 nella conferenza stampa di Sony all'E3 per PlayStation 4 ed Xbox One.[78] Il gioco vede Sora nel tentativo di riconquistare il suo perduto "potere del risveglio" mentre Riku e re Topolino cercano Aqua, Terra e Ventus in preparazione della loro battaglia finale contro Xehanort. Il gioco è uscito il 25 gennaio 2019 in Giappone e il 29 gennaio nel resto del mondo.[79][80]
- Kingdom Hearts Melody of Memory è un gioco musicale pubblicato per Nintendo Switch, PlayStation 4 e Xbox One[81] che continua la storia di Kairi dalla fine di Kingdom Hearts III[82]. È uscito in Giappone l'11 novembre 2020 e in tutto il mondo il 13 novembre, ed è il primo gioco della serie ad approdare su Switch.[83] Con centoquaranta canzoni, presenta un gameplay simile a Theatrhythm Final Fantasy.[81][84][82] Nomura ha affermato che la schermata del titolo di Kingdom Hearts III Re Mind ha posto "alcune delle basi" per il gioco[76].
- Kingdom Hearts IV è il primo capitolo principale della "saga del Maestro perduto", annunciato all'evento del ventesimo anniversario della serie e ambientato poco dopo gli eventi di Re Mind con l'arrivo di Sora a Quadratum[85][86]. Al momento si sa solo che il gioco girerà su Unreal Engine 5[87].

### Altro
- Kingdom Hearts è stato sviluppato per V CAST, il servizio a banda larga di Verizon Wireless, ed è uscito il 1º ottobre 2004 in Giappone e il 4 febbraio 2005 negli Stati Uniti.[88] Era uno dei giochi di lancio per i servizi V CAST.[89] Il gioco, sviluppato da Superscape e pubblicato da Disney Mobile senza il coinvolgimento di Square Enix, presenta un gameplay simile al primo gioco di Kingdom Hearts, modificato per il metodo di input dei telefoni cellulari.[90]  La trama del gioco presenta Sora che lotta per liberarsi da un incubo indotto dalla magia di Malefica.
- Kingdom Hearts Mobile è un social game a tema Kingdom Hearts in cui i giocatori possono giocare insieme a dei minigiochi. A differenza di Kingdom Hearts per il V CAST e Kingdom Hearts Coded, questo gioco non ha una trama e si concentra maggiormente sulla socializzazione. Il servizio opera in combinazione con Kingdom Hearts Coded: nuovi costumi per avatar diventano disponibili dopo che il giocatore ha completato un episodio di Kingdom Hearts Coded. Tramite il servizio per telefoni cellulari è possibile acquistare e scaricare dei media relativi a Kingdom Hearts, come ad esempio sfondi, suonerie, grafica e altro.
- Kingdom Hearts VR Experience: annunciato a settembre 2018, Kingdom Hearts VR Experience è un video interattivo gratuito di 10 minuti "con momenti iconici [e musica] dei giochi di Kingdom Hearts" con la possibilità di sbloccare contenuti aggiuntivi progredendo nel gioco.[91] La prima parte è uscita in Giappone il 23 gennaio 2019, mentre la seconda parte è uscita all'inizio del 2019.[92][93] La prima parte era stata inizialmente programmata per l'uscita il 18 gennaio 2019,[93] dopo le date di uscita iniziali del 25 dicembre 2018 per la prima parte, con la seconda parte in uscita il 18 gennaio 2019.[94]
- Kingdom Hearts Missing Link è un gioco cancellato, originariamente per dispositivi Android e iOS che avrebbe preso atto a Scala ad Caelum. Annunciato all'evento del ventesimo anniversario della serie, il gioco avrebbe combinato una modalità storia simile a quella dei giochi precedenti ed una basata sull'esplorazione sfruttando il GPS del proprio telefono come Pokémon Go; era anche prevista una componente multigiocatore[87][86].

### Raccolte
- Kingdom Hearts HD 1.5 Remix è uscito per PlayStation 3 in Giappone il 14 marzo 2013.[95] La raccolta include versioni rimasterizzate di Kingdom Hearts Final Mix e Re:Chain of Memories; Kingdom Hearts 358/2 Days invece è stato inserito come una raccolta di filmati rimasterizzati nell'aggiunta "modalità Teatro".[96] La raccolta è uscita in Giappone il 14 marzo 2013, in Nord America il 10 settembre 2013, in Australia il 12 settembre 2013 e in Europa il 13 settembre 2013.[97]
- Kingdom Hearts HD 2.5 Remix: dopo l'annuncio di HD 1.5 Remix, Nomura ha dichiarato che sarebbe stato "piuttosto innaturale" se Kingdom Hearts II non avesse ricevuto un aggiornamento in alta definizione.[98] Nei titoli di coda di HD 1.5 Remix, sono state mostrate clip di Kingdom Hearts II Final Mix, Kingdom Hearts Birth di Sleep Final Mix e Kingdom Hearts Re:Coded, alludendo a un'altra raccolta.[99] Il 14 ottobre 2013, la collezione è stata annunciata per PlayStation 3 e includeva i giochi menzionati in precedenza, con Re:Coded incluso sotto forma di filmati rimasterizzati in alta definizione, come era stato fatto per 358/2 Days in HD 1.5 Remix.[99] La raccolta è uscita in Giappone il 2 ottobre 2014,[100] in Nord America il 2 dicembre 2014, in Australia il 4 dicembre 2014 e in Europa il 5 dicembre 2014.[101]
- Kingdom Hearts HD 2.8 Final Chapter Prologue: nei titoli di coda di HD 2.5 Remix, sono state mostrate clip di Kingdom Hearts 3D: Dream Drop Distance e l'aggiunta di un finale segreto relativo al gioco, suggerendo una possibile raccolta aggiuntiva.[102] Nel settembre 2015, Square Enix ha annunciato Kingdom Hearts HD 2.8 Final Chapter Prologue: la collezione include una rimasterizzazione in HD di Dream Drop Distance, il lungometraggio Kingdom Hearts χ Back Cover che racconta la storia sottesa agli eventi di Kingdom Hearts χ, e Kingdom Hearts 0.2: Birth by Sleep - A fragmentary passage -, un nuovo gioco raccontato nei panni di Aqua che riprende da dove hanno interrotto gli eventi dell'originale Birth by Sleep.[103]  È uscito in Giappone il 12 gennaio 2017 e in Nord America ed Europa il 24 gennaio 2017,[104] con una versione successiva il 18 febbraio 2020 per Xbox One.[105]
- Inoltre sono state pubblicate le seguenti raccolte, che racchiudono le precedenti:
  - Kingdom Hearts Starter Pack: HD 1.5 + 2.5 Remix: un pacchetto da collezione pubblicato in Giappone che include Kingdom Hearts HD 1.5 Remix e Kingdom Hearts HD 2.5 Remix.
  - Kingdom Hearts Collector's Pack: HD 1.5 + 2.5 Remix: un pacchetto da collezione pubblicato in Giappone che include Kingdom Hearts HD 1.5 Remix e Kingdom Hearts HD 2.5 Remix, un codice per ottenere un Anniversary Set per Kingdom Hearts χ, musica e un opuscolo con disegni della serie.[100]
  - Kingdom Hearts HD 1.5 + 2.5 Remix: nell'ottobre 2016 Square Enix ha annunciato l'uscita di una raccolta su disco unico di Kingdom Hearts HD 1.5 Remix e Kingdom Hearts HD 2.5 Remix per PlayStation 4. La raccolta è stata pubblicata il 9 marzo 2017 in Giappone, il 28 marzo 2017 in Nord America e il 31 marzo 2017 in Europa.[106] Successivamente è uscito il 18 febbraio 2020 per Xbox One.[105]
  - Kingdom Hearts: The Story So Far: Annunciato all'inizio di ottobre 2018, questo pacchetto unisce le due raccolte Kingdom Hearts HD 1.5 + 2.5 Remix e Kingdom Hearts HD 2.8 Final Chapter Prologue. È stato pubblicato in Nord America il 30 ottobre 2018 per PlayStation 4.[107]
  - Kingdom Hearts: All-In-One Package: l'unione del precedente e Kingdom Hearts III. È stato pubblicato digitalmente su PlayStation 4 in Nord America il 29 gennaio 2019[108]  e ne è stata resa disponibile la copia fisica in Nord America il 17 marzo 2020.[109]

### Progetti futuri
Sebbene Kingdom Hearts III fosse la fine della "saga di Xehanort", era stato deciso dove collocare certi personaggi in modo da poter potenzialmente continuare le loro storie nei giochi futuri. Nel gennaio 2020, Nomura ha detto che ci sarebbe stato bisogno di "più tempo" prima del prossimo capitolo principale della serie. Inoltre, ha rivelato che c'erano due nuovi team di sviluppo, separati da quelli che hanno lavorato a Kingdom Hearts III Re Mind e al team Union χ/Dark Road, che lavoravano sui contenuti di Kingdom Hearts. Nel settembre 2020, Nomura ha dichiarato che il team di sviluppo era "in procinto di discutere i piani futuri all'interno di Square Enix e con Disney e nulla è stato scolpito nella pietra, ma ho alcuni concetti che mi frullano nella mente". Ha aggiunto che Yozora sarebbe stato "sicuramente... coinvolto" nel futuro della serie, in modo inaspettato e sorprendente.
A settembre 2024, Nomura ha dichiarato che il nuovo ciclo narrativo che ha Kingdom Hearts IV come inizio è stato pensato per concludere la saga, anche in vista della futura ma imminente pensione dello stesso Nomura: per fare ciò, Kingdom Hearts IV è stato scritto come un nuovo inizio, che potesse essere facilmente giocato e compreso anche da giocatori neofiti della serie, e che anche la nuova estetica ed il rinnovato gruppo di persone posto a cura del comparto narrativo sono specchio di queste scelte.

## Altri media
L'apprezzamento globale della serie ha permesso alle due aziende creatrici di commercializzare vari prodotti relativi ad essa: figurine, giocattoli, vestiti, gioielli, accessori, album contenenti la colonna sonora dei vari capitoli della saga, carte da gioco, fumetti, libri con curiosità e interviste (gli "Ultimania") e guide strategiche.

### Manga

#### Serie principale
- Kingdom Hearts - composto da quattro volumi. Pubblicato in Giappone da Square Enix (2003-2005), in Italia nella collana Disney Manga (2008)
- Kingdom Hearts: Chain of Memories - composto da due volumi. Pubblicato in Giappone da Square Enix (2005-2006), in Italia nella collana Disney Manga (2008)
- Kingdom Hearts 358/2 Days - composto da cinque volumi. Pubblicato in Giappone da Square Enix (2010-2012), in Italia nella collana Planet Manga (2020)[115][116]
- Kingdom Hearts II - composto da dieci volumi. Pubblicato in Giappone da Square Enix (2006-2015), in Italia nella collana Disney Manga fino al quinto volume (2009-2010) poi ristampato per intero nella collana Disney Planet (2015-2016), riedizione
- Kingdom Hearts: Final Mix - composto da tre volumi, è la ristampa della prima serie con l'aggiunta di nuove tavole. Pubblicato solo in Giappone e negli Stati Uniti (2006-2007)[117]
- Kingdom Hearts III - in corso, sono stati pubblicati tre volumi fino ad ora. Il prologo è disponibile in lingua originale sul sito di GanGan[118]

### Light novel
- Kingdom Hearts - diviso in due tomi, pubblicati in Giappone (2005) e in un solo volume negli Stati Uniti (2015)
- Kingdom Hearts: Chain of Memories - diviso in tre tomi, pubblicati in Giappone (2005-2006) e in un solo volume negli Stati Uniti (2015)
- Kingdom Hearts II - diviso in quattro tomi, pubblicati solo in Giappone (2006-2007)
- Kingdom Hearts II: Short Stories - due volumi, pubblicati solo in Giappone (2007)
- Kingdom Hearts 358/2 Days - diviso in tre tomi, solo in Giappone (2009-2010)
- Kingdom Hearts Birth by Sleep - diviso in tre tomi, solo in Giappone (2010-2011)
- Kingdom Hearts Re:Coded - pubblicato in un singolo volume solo in Giappone (2011)
- Kingdom Hearts 3D: Dream Drop Distance - diviso in due tomi, solo in Giappone (2012)[119]
- Kingdom Hearts: Roxas - Somewhere in Time - racconto breve pubblicato solo in Giappone con il preordine di Kingdom Hearts II Final Mix+

### Guide strategiche
Riguardo alla serie di Kingdom Hearts, in seguito alla sua enorme popolarità, molte aziende furono autorizzate alla creazione di diverse guide strategiche dedicate alla serie. In Italia, le uniche guide in italiano sono solo quelle della Piggyback e della Brady Games.

#### Guide della Piggyback
- Kingdom Hearts: La guida strategica ufficiale - pubblicato dalla Piggyback (2002); [180 pagine, Stampa offset, For. brossura, 210x280mm.] - ISBN 978-1-903511-36-7
- Kingdom Hearts II: La guida ufficiale - pubblicato dalla Piggyback (2006); [246 pagine, Stampa offset, For. brossura, 210x280mm.] - ISBN 1-903511-92-5

#### Guide della Brady Games
- Kingdom Hearts Official Strategy Guide - pubblicato dalla Brady Games (2002); [240 pagine, Stampa offset, For. brossura, 8,5x10,8 cm.] - ISBN 978-0-7440-0198-3
- Kingdom Hearts: Chain of Memories Signature Series Guide - pubblicato dalla Brady Games (2004); [144 pagine, Stampa offset, For. brossura, 21,3x26,3 cm.] - ISBN 978-0-7440-0473-1
- Kingdom Hearts II Signature Series Guide - pubblicato dalla Brady Games (2006); [352 pagine, Stampa offset, For. brossura, 21,3x26,3 cm.] - ISBN 978-0-7440-0526-4
- Kingdom Hearts II Limited Edition Strategy Guide - pubblicato dalla Brady Games (2006); [416 pagine, Stampa offset, For. brossura, 8,6x10,8 cm. ] - ISBN 978-0-7440-0624-7
- Kingdom Hearts 358/2 Days Signature Series Guide - pubblicato dalla Brady Games (2009); [256 pagine, Stampa offset, For. paperback, 21x27,3 cm.] - ISBN 978-0-7440-1148-7
- Kingdom Hearts: Birth by Sleep Signature Series Guide - pubblicato dalla Brady Games (2010); [256 pagine, Stampa offset, For. paperback, 21,3x27cm.] - ISBN 978-0-7440-1239-2
- Kingdom Hearts 3D: Dream Drop Distance Signature Series Guide - pubblicato dalla Brady Games (2012); [232 pagine, Stampa offset, For. paperback, 8,3x10,6 cm. ] - ISBN 978-0-7440-1402-0

#### Guide della Square Enix
- Kingdom Hearts Ultimania - pubblicato dalla Square Enix (2002); [544 pagine, Stampa offset, For. brossura, 21x15cm.] - ISBN 4-88787-042-6
- Kingdom Hearts Ultimania Revised Edition - pubblicato dalla Square Enix (2004); [607 pagine, Stampa offset, For. brossura, 21x15cm.] - ISBN 4-7575-1349-6
- Kingdom Hearts: Chain of Memories Ultimania - pubblicato dalla Square Enix (2004); [351 pagine, Stampa offset, For. brossura, 21x15cm.] - ISBN 4-7575-1344-5
- Kingdom Hearts Series Ultimania α ~Introduction of Kingdom Hearts II~ - pubblicato dalla Square Enix (2005); [319 pagine, Stampa offset, For. brossura, 21x15cm.] - ISBN 4-7575-1597-9
- Kingdom Hearts II Ultimania - pubblicato dalla Square Enix (2006); [735 pagine, Stampa offset, For. brossura,5,9x8,3 cm.] - ISBN 4-7575-1621-5
- Kingdom Hearts II Final Mix+ - pubblicato solo in Giappone dalla Square Enix (2007); [337 pagine, Stampa offset, For. brossura, 21x14,6 cm.] - ISBN 978-4-08-779419-9
- Kingdom Hearts II Final Mix+ Ultimania - pubblicato dalla Square Enix (2007); [511 pagine, Stampa offset, For. brossura, 21x15cm.] - ISBN 978-4-7575-2013-4
- Kingdom Hearts 358/2 Days Ultimania - pubblicato dalla Square Enix (2009); [509 pagine, Stampa offset, For. brossura, 20,8x15cm.] - ISBN 978-4-7575-2578-8
- Kingdom Hearts Birth By Sleep Ultimania - pubblicato dalla Square Enix (2010). [656 pagine, Stampa offset, For. brossura, 20,6x15cm.] - ISBN 978-4-7575-2788-1
- Kingdom Hearts Re:Coded Ultimania - pubblicato dalla Square Enix (2010). [399 pagine, Stampa offset, For. brossura, 21x15cm.] - ISBN 978-4-7575-3050-8
- Kingdom Hearts 3D: Dream Drop Distance Ultimania - pubblicato dalla Square Enix (2012). [431 pagine, Stampa offset, For. brossura, 21x15cm.] - ISBN 978-4-7575-1344-0

#### Guide della Prima Games
- Kingdom Hearts HD 1.5 Remix: Prima Official Game Guide - pubblicato dalla Prima Games (2013). [416 pagine, Stampa offset, For. Brossura, 10,8x8cm] - ISBN 978-0-8041-6265-4

## Sviluppo

### Storia
L'idea iniziale di Kingdom Hearts iniziò con una discussione tra Shinji Hashimoto e Hironobu Sakaguchi riguardante Super Mario 64. Stavano infatti progettando di realizzare un gioco con libertà di movimento in tre dimensioni come Super Mario 64, ma si lamentarono del fatto che solo personaggi famosi come quelli Disney potessero rivaleggiare con un gioco di Mario. Tetsuya Nomura, ascoltando la loro conversazione, si offrì volontario per guidare il progetto e i produttori accettarono. Un incontro casuale tra Hashimoto e un dirigente della Disney in un ascensore, dato che Square e Disney lavoravano in precedenza nello stesso edificio in Giappone, permise ad Hashimoto di presentare l'idea direttamente alla Disney. Lo sviluppo iniziò nel febbraio 2000 con Nomura come direttore ed Hashimoto come produttore.  Sebbene Nomura avesse a lungo lavorato in precedenza nella serie Final Fantasy come designer di mostri e direttore grafico, ottenne un ampio riconoscimento solo quando fu il principale designer per i personaggi di Final Fantasy VII. Kingdom Hearts segnò la sua transizione ad un ruolo di direzione, sebbene fosse anche designer dei personaggi del gioco. Gli scenari vennero forniti da Kazushige Nojima, autore per Square da Final Fantasy VII fino al 2003, quando lasciò la compagnia. Dopo che il produttore esecutivo di Kingdom Hearts Hironobu Sakaguchi riferì a Nomura che il gioco sarebbe stato un fallimento se non avesse puntato allo stesso livello della serie Final Fantasy, quest'ultimo iniziò a sviluppare ulteriormente la storia. Nel giugno 2013, Nomura dichiarò che il nome del gioco gli venne suggerito dai parchi a tema Disney, in particolare Animal Kingdom. Tuttavia, Nomura non poté ottenere l'IP solo con "Kingdom", quindi il team di sviluppo iniziò a pensare al "cuore" come parte fondamentale della storia, decidendo quindi di unire i due per formare "Kingdom Hearts".
Nomura inserì un trailer segreto in Kingdom Hearts nella speranza che i fan desiderassero un sequel. Era insicuro che lo volessero e se avesse sentito che non fosse voluto, sarebbe stato meglio lasciare alcuni eventi non spiegati nel primo gioco. Dopo il completamento di Kingdom Hearts Final Mix iniziò lo sviluppo di Kingdom Hearts II.  C'erano diversi ostacoli da superare prima che lo sviluppo di un sequel potesse iniziare. Uno era il desiderio del team di sviluppo di mostrare di più Topolino, il cui ruolo nel primo gioco era molto marginale.  Nomura aveva programmato che il sequel sarebbe stato ambientato un anno dopo il primo e originariamente era previsto che gli eventi di quell'anno rimanessero inspiegati. Per colmare il divario tra i due giochi venne sviluppato Kingdom Hearts: Chain of Memories. Nomura era esitante a pubblicare un gioco per Game Boy Advance perché riteneva che la grafica 3D del gioco originale non si sarebbe espressa bene in 2D, ma cambiò idea dopo aver sentito che i giocatori desideravano giocare a Kingdom Hearts su un sistema portatile.

### Creazione e design
Sebbene la Disney avesse dato a Nomura la libertà nei personaggi e nei mondi usati per i giochi, lui e il suo staff cercarono di rimanere nei ruoli stabiliti dei personaggi e dei confini dei mondi. Nomura affermò che, sebbene molti dei personaggi Disney non siano normalmente cupi e seri, non c'erano molte difficoltà che li rendevano tali per la storia e nonostante questo, le loro personalità brillano perché mantengono le proprie caratteristiche.  Sentiva anche che gestire e mantenere più mondi sarebbe stato problematico.  Al momento di decidere quali mondi includere nel gioco, lo staff di sviluppo cercò di prendere in considerazione mondi con personaggi Disney che sarebbero stati interessanti e si sforzò di ridurre al minimo qualsiasi sovrapposizione nell'aspetto generale e nelle sensazioni che dava di ciascun mondo.
L'inclusione di specifici personaggi di Final Fantasy si basò sulle opinioni sia dei fan che dello staff. Un altro criterio per l'inclusione era se lo staff pensava che i personaggi si sarebbero adattati alla trama e all'universo di Kingdom Hearts. Inizialmente Nomura era esitante a usare personaggi che non aveva progettato perché c'era poca familiarità con i loro retroscena, tuttavia per Kingdom Hearts II cambiò idea dopo aver ricevuto pressioni dal suo staff. Durante lo sviluppo dei giochi, Nomura ha spesso lasciato alcuni eventi e connessioni tra i personaggi inspiegabili fino all'uscita dei giochi futuri: Nomura ha fatto questo poiché sentiva che i giochi debbano lasciare spazio ai fan di speculare ed usare la loro immaginazione. A sua detta, con la speculazione, le persone possono essere interessate con un gioco nonostante diventi vecchio.

### Promozione
Il primo Kingdom Hearts è stato annunciato all'E3 nel maggio 2001. In base ai dettagli iniziali si sarebbe trattato di una collaborazione tra Square e Disney Interactive e avrebbe presentato mondi sviluppati da entrambe le società e personaggi Disney. Nuovi personaggi sono stati progettati da Nomura e includono Sora, Riku, Kairi e gli Heartless. Il 14 maggio 2002 fu annunciato con un comunicato stampa l'elenco dei doppiatori inglesi. L'elenco includeva Haley Joel Osment, David Gallagher e Hayden Panettiere come i tre nuovi personaggi introdotti nel gioco. Fu anche annunciato che molti dei personaggi Disney sarebbero stati doppiati dai doppiatori ufficiali dei rispettivi film Disney.
Un trailer segreto nel primo Kingdom Hearts e in Kingdom Hearts Final Mix di ha accennato alla possibilità di un sequel. Le voci per un sequel su PlayStation 2 si sono diffuse in Giappone quando un sito di videogiochi giapponese, Quiter, affermò che "una fonte interna (e anonima) a Square Japan" avrebbe confermato che lo sviluppo di Kingdom Hearts II fosse iniziato. Fu solo quando Kingdom Hearts II fu annunciato, insieme a Kingdom Hearts: Chain of Memories, al Tokyo Game Show nel settembre 2003 che le voci furono confermate. Alcuni dettagli includevano il ritorno di Sora, Paperino e Pippo, oltre a nuovi costumi. Alla conferenza stampa di Square Enix dell'E3 del 2004, il produttore Shinji Hashimoto dichiarò che molti misteri del primo gioco avrebbero trovato risposta.
Per aiutare a commercializzare i giochi, sono stati creati siti web per ogni gioco e durante gli eventi a tema videoludico sono state esposte delle demo. Ogni gioco della serie principale è stato anche ripubblicato in Giappone con contenuti aggiuntivi che avevano il ruolo di aggiornamento canonici della serie, e che prefiguravano gli elementi successivi della trama. Le riedizioni dei giochi della serie principale avevano il termine "Final Mix" aggiunto dopo il titolo, mentre Kingdom Hearts: Chain of Memories e Kingdom Hearts Coded sono stati ripubblicati come Kingdom Hearts Re:Chain of Memories e Kingdom Hearts Re:Coded e usciti rispettivamente su PlayStation 2 e Nintendo DS, con grafica 3D, doppiaggio durante alcune scene e nuovi contenuti di gioco

## Accoglienza
| Gioco                                        | GameRankings | Metacritic | Famitsu | Jeuxvideo.com |
| Kingdom Hearts                               | 86,40 %      | 85/100     | 36/40   | 15/20         |
| Kingdom Hearts: Chain of Memories            | 77,59 %      | 76/100     | 36/40   | 15/20         |
| Kingdom Hearts II                            | 87,46 %      | 87/100     | 39/40   | 18/20         |
| Kingdom Hearts: Re:Chain of Memories         | 70,60 %      | 68/100     | -       | -             |
| Kingdom Hearts 358/2 Days                    | 76,74 %      | 75/100     | 36/40   | 16/20         |
| Kingdom Hearts: Birth by Sleep               | 82,13 %      | 82/100     | 37/40   | 18/20         |
| Kingdom Hearts Re:Coded                      | 70,18 %      | 66/100     | -       | 15/20         |
| Kingdom Hearts 3D: Dream Drop Distance       | 78,70 %      | 75/100     | 38/40   | 17/20         |
| Kingdom Hearts HD 1.5 ReMIX                  | -            | 77/100     | -       | -             |
| Kingdom Hearts HD 2.5 ReMIX                  | -            | 81/100     | -       | -             |
| Kingdom Hearts Unchained χ                   | -            | 70/100     | -       | -             |
| Kingdom Hearts HD 2.8 Final Chapter Prologue | -            | 76/100     | 34/40   | -             |
| Kingdom Hearts HD 1.5+2.5 Remix              | -            | 84/100     | -       | -             |
| Kingdom Hearts III                           | 82,45 %      | 83/100     | 39/40   | 16/20         |
| Kingdom Hearts Melody of Memory              |              |            |         |               |

### Vendite
La serie di Kingdom Hearts è stata un successo commerciale e di critica; al febbraio 2019, la serie ha venduto oltre trenta milioni di copie in tutto il mondo. I tre titoli principali della serie hanno debuttato in ciascun caso con un numero positivo di vendite al momento della loro uscita. Nei due mesi successivi all'uscita nel Nord America, Kingdom Hearts era uno dei tre videogiochi più venduti. In Giappone, Kingdom Hearts: Chain of Memories ha venduto 104 000 copie in 48 ore, un record a quel tempo per un titolo per Game Boy Advance. Il suo debutto di successo lo ha piazzato al primo posto nelle classifiche di vendite in Giappone. Nel primo mese d'uscita in Nord America, si è mantenuto al 1º posto nella ChartSpot di GameSpot per sistemi portatili e al 6º per ogni tipo di console. Entro tre giorni dall'uscita in Giappone di Kingdom Hearts II, sono state spedite nel mondo un milione di copie, che sono state vendute nel giro di un mese. Alla fine di marzo 2006, il National Purchase Diary Group ha riportato che Kingdom Hearts II era il videogioco per console più venduto in Nord America, con 614 000 copie vendute. A un mese dalla sua uscita in Nord America, si stima che siano state vendute un milione di copie.

### Critica
La serie ha ricevuto punteggi alti e commenti positivi da vari recensori. Tutti i giochi principali della serie hanno ricevuto un punteggio di almeno 36/40 dalla rivista di videogiochi giapponese Famitsū, nota per le sue recensioni critiche. Game Informer ha denominato la serie come l'undicesima serie "must-play per PlayStation 2". I vari titoli hanno anche ricevuto singolarmente numerosi premi. GameSpot ha affermato che l'idea di coniugare i complessi elementi di Final Fantasy con quelli più leggeri di Disney sembrava impossibile, ma è stato messa in pratica con successo. Per questo motivo, GameSpot ha premiato Kingdom Hearts come "Miglior crossover dopo SNK vs. Capcom" nel 2002, nei suoi premi "Best and Worst of the Year". IGN ha nominato Kingdom Hearts per "Migliore direzione artistica/stile" nella loro lista "Best Looking Games on PS2" del 2003. Il canale televisivo G4 lo ha premiato per la "Miglior storia" ai premi G-Phoria del 2003. Electronic Gaming Monthly ha premiato Kingdom Hearts II come "Miglior seguito" nel 2006. Ha vinto a pari merito con Resident Evil 4 come "Gioco dell'anno" di Famitsū nel 2005. Anche la serie di manga è stata accolta positivamente. Diversi volumi sono comparsi nella lista dei "Migliori 150 best seller" di USA Today; ogni volume comparso in lista è rimasto in classifica per almeno due settimane. Il risultato migliore è stato ottenuto dal volume 4 di Kingdom Hearts, piazzandosi al 73º posto e rimanendo in classifica per quattro settimane.